# Willi Seitz
Willibald Franz-Xaver Seitz, bekannt als Willi Seitz (* 17. Dezember 1957 in Wolfsegg), ist ein deutscher Sänger der volkstümlichen Musik.

## Leben
Willi erlernte nach der Schule zunächst den Beruf des Textilkaufmanns. Daneben genoss er eine musikalische Ausbildung am Stadttheater Regensburg. Als 1985 der Schlagzeuger Hubert Zascha beim Original Naabtal Duo ausfiel, sprang Willi Seitz ein. Er verstand sich sofort mit seinem Partner Wolfgang Edenharder, so dass das Original Naabtal Duo in dieser Formation weiterhin auftrat. 1988 gewannen die beiden den Grand Prix der Volksmusik mit dem Lied Patrona Bavariae. Damit begann für Willi Seitz und Wolfgang Edenharder eine erfolgreiche Karriere, die zunächst bis 1993 anhielt.
Dann folgte die Trennung. Willi begann eine Solokarriere. Er gründete eine neue Formation „Willi Seitz und seine Freunde“, mit der er einige Erfolge hatte. Zur Gruppe gehörten Henny Knops, Frans Senden und Danny Winters. Diese Gruppe wurde zunächst von Volksmusikstar Heino produziert, gefolgt von G. G. Anderson. 2000 bewarb sich Willi Seitz beim Grand Prix der Volksmusik, erreichte mit Wenn wir zusammenhalten aber nur den 13. Platz der deutschen Vorentscheidung. Willi Seitz war seit 1993 immer wieder Gast in verschiedenen Fernsehveranstaltungen.
2003 setzte sich Willi mit seinem früheren Gesangspartner Wolfgang Edenharder wieder an den Verhandlungstisch, um über eine Fortsetzung des Original Naabtal Duos zu sprechen. Im Oktober 2003 feierte Willi mit Wolfgang als das Original Naabtal Duo das Musikcomeback des Jahres in der TV-Show „Herbstfest der Volksmusik“ mit der CD „Wir sind wieder da“. Im April 2005 erschien die erste neue CD des Duos.
Am 8. Juli 2011 legte Willi Seitz ein neues Solo-Album mit dem Titel Wo zieh’n die Jahre hin vor, das bei MCP Sound & Media erschien.
2011 begann Willi Seitz gemeinsam mit dem Schlagersänger Kay Dörfel die Konzeption eines neuen Duettprojektes. Unter dem Namen „Echte Engel“ veröffentlichen beide Künstler im März 2013 eine gemeinsame Longplay-CD. Kurze Zeit später wurde das Projekt beendet.
2015 erschien die Single Ruck doch a bisserl her zu mir, ein eher rockig-volkstümliches Lied, zu dem auch ein Video produziert wurde. Die Single wurde produziert von Sascha Eibisch, bekannt aus der Band „Relax“ („Weil i di mog“).
Ebenfalls zu Weihnachten nahm Willi Seitz eine deutsche Version des Chris-Rea-Hits Driving Home for Christmas auf: Ich fahre heim zum Christfest, das für die Weihnachts-CD Yo HO HO – A relaxte Weihnacht produziert wurde.
2016 ging Willi Seitz zusammen mit Wolfgang Edenharder als Original Naabtal Duo wieder auf Tournee, u. a. mit Marianne und Michael.

## Erfolgstitel
(Siehe auch die Titel des Naabtal Duos im entsprechenden Artikel)
- Mein bester Freund 1994
- Freunde sind das Schönste auf der Welt 1994
- Das kleine Geheimnis 1995
- Was für ein Leben 1995
- Samstagnacht, irgendwo auf´m Land 1998
- Bayrisch! 2000
- Sag deiner Frau wie schön sie ist 2011
- Ruck doch a bisserl her zu mir 2015
- Aus dieser Frau werd ich nicht schlau 2016

## Diskografie
Alben (Auswahl):
- Musik ist mein Leben 1994
- Schenk mir dein Herz 1995
- Weihnachten mit Freunden 1996
- Ich bin für dich da 1998
- Freunde, das Leben ist lebenswert 1997
- Wenn wir zusammenhalten 2000
- Einmal ein Freund immer ein Freund 2003
- Wo ziehn die Jahre hin (MCP Sound & Media) 2011
- Echte Engel (Stimmungszeit Records) 2013